# 贝尔赫斯
贝尔赫斯（西班牙語：Verges）是西班牙加泰罗尼亚赫罗纳省的一个市镇。总面积9平方公里，总人口1104人（2001年），人口密度123人/平方公里。